# Montfode Castle
Montfode Castle (auch Monfode Castle) ist die Ruine einer Niederungsburg nordwestlich der Stadt Ardrossan und etwa 2,4 km südwestlich von West Kilbride in der schottischen Council Area North Ayrshire. Die Ruine steht oberhalb des Montfode Braes auf den Strandklippen. Die Überreste der Burg aus dem 16. Jahrhundert gelten als Scheduled Monument. Von der Ortsumgehung von Ardrossan (A78) aus sind die Ruinen deutlich sichtbar.

## Geschichte
Der Name Montfode ist von einer alten normannischen Familie dieses Namens abgeleitet. Das Baronat hatte ursprünglich die mächtige Familie De Morville inne; die Montfodes waren ihre Vasallen. Die Burg lag nahe dem Bach Montfode Burn.

### Die Burgruine

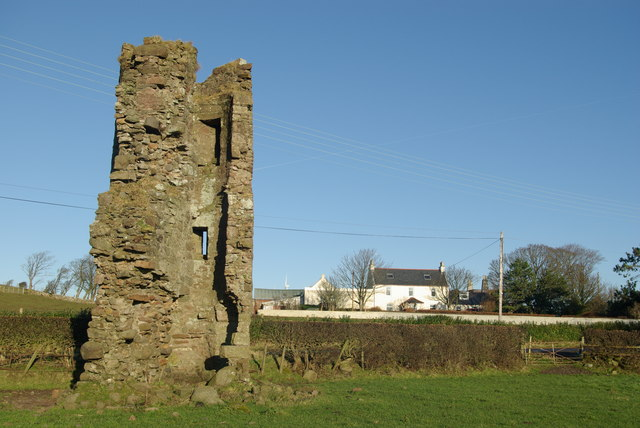
Die Ruinen von Montfode Castle

Die Burg wurde Anfang des 19. Jahrhunderts größtenteils abgetragen, um Steine zum Bau eines Damms und vermutlich von Gebäuden bei der Montfode Farm zu gewinnen, wo das Wasser zum Antrieb einer Getreidemühle genutzt wurde. Damm und Getreidemühle existieren noch heute und der Mühlenteich ist heute ein nasses Feld. Die Quelle des Wassers ist nicht bekannt. Ein Herr Weir aus Kirkhall fertigte eine Zeichnung der Burg an, bevor diese zur Gewinnung von Bausteinen ausgeschlachtet wurde. Paterson nutzte diese Zeichnung für seine Zeichnung, die oben gezeigt wird. Die Karte der Burg von 1769 zeigt keine Ruine und der Grundriss der Burg ist rechteckig.
Das verbleibende Fragment der Baronsburg besteht aus einem einzelnen Rundturm mit Schlitzen und einer Schießscharte, der bis zu einer Höhe von 8 Meter erhalten ist und einen Innendurchmesser von 2 Meter besitzt. Ursprünglich war der Turm drei oder vier Stockwerke hoch. Ebenfalls erhalten ist ein Mauerabschnitt, etwa 7 Meter hoch und 2 Meter lang. Der Eingang an der Ostseite ist von behauenem Stein umgeben, der Turm und die Mauer sind aus Bruchstein und 0,7 Meter dick. Die Lage dieses Turmes an einem Außenwinkel könnte anzeigen, dass das Gebäude einen Z-förmigen Grundriss hatte. Paterson beschrieb die Burg als großes, rechteckiges Gebäude. Er sah den Turm als Zugang zu den oberen Geschossen.
Eine Karte von 1769 zeigt den Ersatz für die Burg, Montfode House, an der Stelle des heutigen Bauernhofes. Roys Karte von 1747 zeigte das Haus mit einer quadratischen Einfriedungsmauer, die das Wohnhaus umschloss.

### Das Anwesen

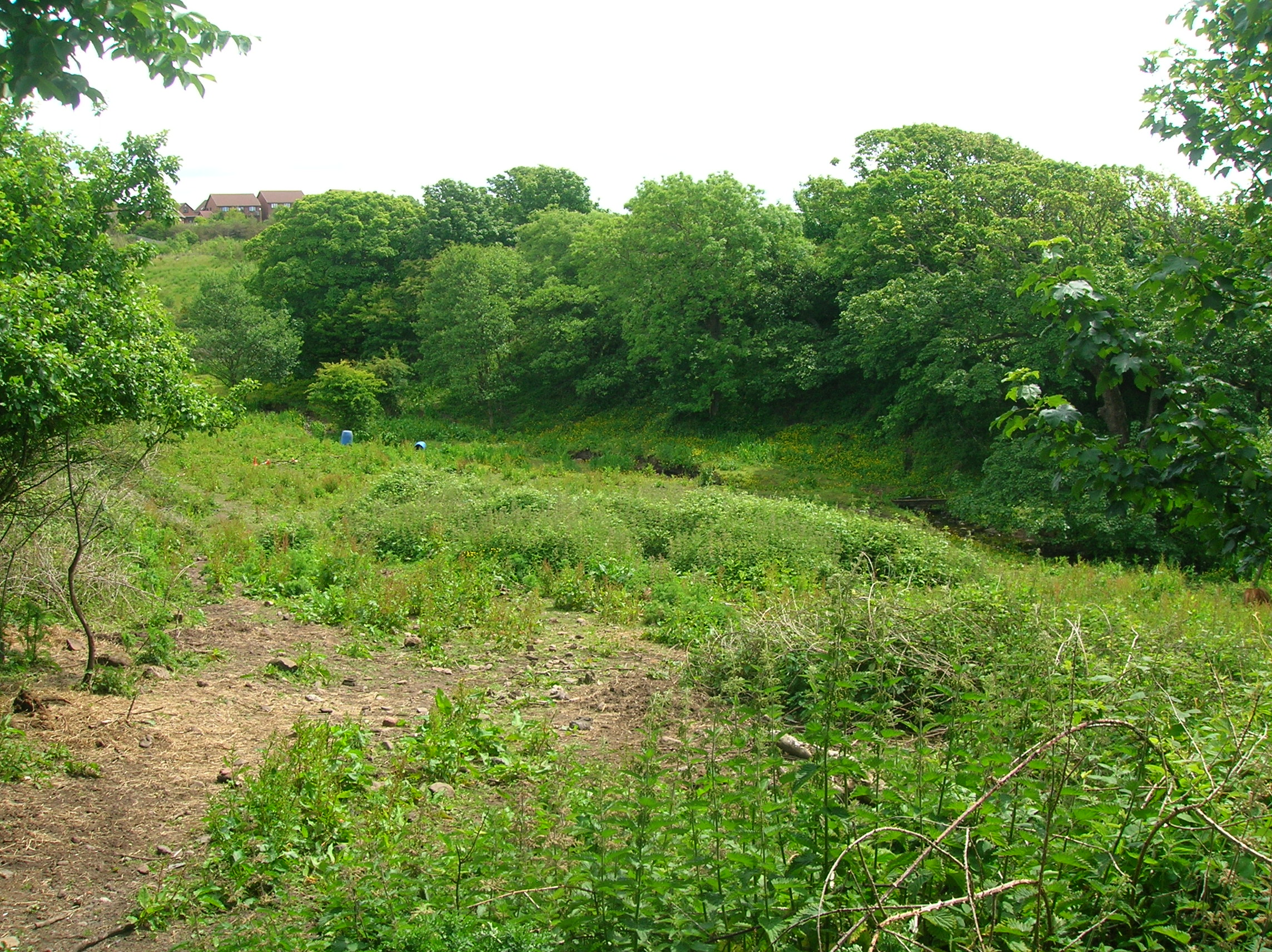
Mögliche Lage von Cuff Holm, dem Ort eines tödlichen Kampfes zwischen einem Boyd und einem Montfode im Mittelalter

Die Boydston Farm wurde einst Little Montfode genannt, aber eine örtliche Sage weiß zu berichten, dass im Zuge einer Fehde einer der Lairds von Montfode jemanden aus der Familie Boyd umbrachte und als Entschädigung hierfür den Boyds aus Kilmarnock Land gab. Der Ort des Mordes war in den 1860er-Jahren noch wohlbekannt und wurde Cuff Holm genannt. Das Anwesen wurde als „10 merk land“ vermerkt.
Der Eddely Burn, der links des Nodle Burn in Largs liegt, ist als Besitz der Lairds von Montfode vermerkt. Der Laird von Bishoptoun kaufte Land vom Laird of Montfode. Langhirst bei Largs gehörte John und später Hugh Montfode als „5 merk land of old extent with commonage in the common of Lairges, 31st May, 1600“. Für 1600 ist das „5 merk land“ von Gryffiscastell-Montfod vermerkt und für 1619 ein „5 merk land“ von Seidstoun als Besitz des „Laird of Montfud“.
1467 verlehnte König Jakob III. an Thomas, Earl of Arran, eine große Zahl von Anwesen, darunter auch die “Lands of Monfode”. 1482 wurde ein Instrument of Sasine für James, Lord Boyd, „in der generellen Auflassung von Montfode“ um 9 Uhr morgens unterzeichnet.
Die „Herdsteuerrollen“ von 1691 weisen folgende Zahlen von Herden in Verbindung mit dem Anwesen auf: House of Montfode 4, John Patersone 1, William Boyd 1, Mathew Crawford 1, Hugh Boyd elder 1, Robert Miller 1, Hugh Boyd younger 1, James Gililand 1, John Boyd 1, John Wood 1.